# کالجویل (ایندیانا)
کالجویل (به انگلیسی: Collegeville) یک منطقهٔ مسکونی در ایالات متحده آمریکا است که در شهرستان جاسپر، ایندیانا واقع شده‌است. کالجویل ۳٫۳ کیلومتر مربع مساحت و ۳۳۰ نفر جمعیت دارد و ۲۰۳ متر بالاتر از سطح دریا واقع شده‌است.